# انجمن اروپایی آموزش در زندان
انجمن اروپایی آموزش در زندان (European Prison Education Association) در سال ۱۹۹۱ در شهر بِرخِن هلند پایه‌گذاری شد. بنیان‌گذاری این انجمن ۲ سال پس از کار در مورد ایده‌ای که در کنفرانس بین‌المللی «آموزش در زندان» در آکسفورد (۱۹۸۹) مطرح شده بود، اتفاق افتاد. این ایده پیشنهاد استقرار سازمانی را برای تحقق اهداف گزارش اخیر شورای اروپا در خصوص آموزش در زندانها می‌داد.
این انجمن حدود ۱۰۰۰ عضو در ۴۳ کشور اروپایی دارد و یکی از اعضای کمیته رابط سازمانهای غیردولتی شورای اروپا (INGO) است. انجمن اروپایی آموزش در زندان ضمن برگزاری یک کنفرانس دوسالانه (سال ۲۰۰۵ در صوفیه) مجله‌ای را برای اعضاء منتشر می‌سازد.

## ساختار
EPEA سازمانی است متشکل از مربیان، مدیران، مسئولان دولتی، پژوهشگران و دیگران، که همگی علاقمند به ترویج و توسعه مقوله آموزش و دیگر فعالیتهای مرتبط با آن در زندانهای سراسر اروپا مطابق با نظریات شورای اروپا هستند.
این انجمن توسط شورای اروپا به‌عنوان یک سازمان مردم‌نهاد (NGO) شناخته می‌شود. این انجمن موظف به همکاری با ادارات زندانهای اروپا در جهت تحقق اهدافش است، اما در عین حال حائز موقعیتی آزاد و کاملاً مستقل می‌باشد.

## منبع
- ویکی‌پدیای انگلیسی
- EPEA